# Fernand Sauzedde
Fernand Sauzedde est un homme politique français, né le 2 septembre 1908 à Saint-Rémy-sur-Durolle et mort le 29 juin 1985, à Thiers, ville dont il a été maire et député.

## Biographie
Natif de Saint-Rémy-sur-Durolle, Fernand Sauzedde est encore enfant quand sa famille s'installe à Thiers. Il fait son apprentissage de graveur sur métaux et poinçonneur chez « Tarrérias Frères » et s'établit ensuite à son compte rue de Lyon.

Il entre tôt en politique adhérant à dix-huit ans aux Jeunesses socialistes puis à la SFIO. Il participe aussi, dès 1933, aux sections thiernoises des « comités de vigilance anti-fasciste ». Il devient secrétaire général de la mairie et participe à l'accueil des réfugiés de la guerre civile espagnole puis de ceux de l'exode de 1940. Il préfère quitter ces fonctions officielles quand la municipalité Chastel est suspendue par le régime de Vichy et reprend son métier d'artisan. Fernand Sauzedde s'engage, comme son frère Raymond, dans la résistance au sein du mouvement Libération et des MUR sous le nom d'« Émile » puis de « Durolle ». Il commence par diffuser des journaux clandestins, puis rejoint avec son groupe le plateau des Étivaux  en août 1944. À la libération, il rentre dans ses fonctions avec le retour de la municipalité légitime.

Il succède à Antonin Chastel, décédé en février 1952, aux fonctions de maire et de conseiller général. En 1962, il entre au Palais Bourbon. Aux municipales de 1971, c'est à la surprise générale que Fernand Sauzedde et sa majorité sont battus par une liste conduite par René Barnérias qui, deux ans plus tard, lui succède aussi au conseil général. Réélu député en 1973, il garde cette fonction jusqu'à son retrait de la vie publique en 1978.

## Mandats

### Mandats parlementaires
- 1962 - 1978 : député du Puy-de-Dôme (PS)

### Mandats politiques locaux
- 1952 - 1971 : maire de Thiers (PS)
- 1952 - 1973 : conseiller général de Thiers (PS)